# Торањ Исет (Русија)
Торањ Исет (руски: Исеть башня) је 52-спратни облакодер у небодер у Јекатеринбургу, Свердловска област, у Русији. То је највиша зграда у Јекатеринбургу, и највиша зграда у Русији која се налази изван главног града Москве и 13. највиша зграда у Русији, са рекордном висином од 209 m. Постао је највиша зграда у Јекатеринбургу 24. марта 2018. године када је срушена недовршена ТВ-кула у близини, у склопу програма улепшавања града због припреме Светског првенства у фудбалу 2018. године.
Торањ Исет је добила име по реци Исет, која пролази кроз централни Јекатеринбург.

## Историја
Торањ Исет су дизајнирале две европске архитектонске компаније, немачки инжењер и архитекта Вернер Собек и француска архитектонска компанија Валоде & Пистре. Вернер Собек је победио на такмичењу и изабран је њихов дизајн. У изградњу облакодера уложено је 12,8 милијарди рубаља (230 милиона америчких долара). УГМК Холдингс је касније изградио облакодер. 
Планирање је трајало од 2010. до 2012. године. Изградња је почела 2010. и завршена је 2015. године.
Торањ Исет је постао највиша зграда у Јекатеринбургу 24. марта 2018. године када је срушена недовршена ТВ-кула у близини, у склопу програма улепшавања града због припреме Светског првенства у фудбалу 2018. године.

## Архитектура
Торањ Исет има укупну површину од 7,524 m², 52 спрата изнад земље, 4 спрата испод земље, архитектонску висину од 209 м и висину крова од 197 m. Торањ Исет је опремљен са 225 премијум апартмана, у његовом склопу се налази и казино, дискотека и паркинг. Према Вернеру Собеку, торањ Исет нуди савремене садржаје као што су спа и велнес, базен и сопствени биоскоп. Велики ресторан, као и салони и разне продавнице у доњим етажама биће отворени за све становнике у округу. Паркинг подручје, које је такође отворено за широку јавност, направљено је код пространог крова који укључује прилаз и паркинг простор..
Грађевински материјал који је коришћен у изградњи Торња Исет је бетон са фасадним материјалом од стакла.
Комплекс је вертикално подељен на три дела који визуелно разликују три различите врсте фасаде. Зграда је дизајнирана за изузетно хладно време; пројектована спољашња температура је -35 °C. 

## Галерија
- 11. август 2012
- 23. септембар 2014